# Scambus celatus
Scambus celatus là một loài tò vò trong họ Ichneumonidae.